# Manal Issa
Manal Issa ( nom en arabe : منال عيسى), née le 9 mars 1992 à Neuilly-sur-Seine dans les Hauts-de-Seine, est une actrice et ingénieure franco-libanaise.
En 2017, lauréate du prix de la meilleure actrice de la 6e Nuit des Mabrouk de la foundation Liban Cinéma, elle est nommée au prix Lumières du meilleur espoir féminin et dans la présélection « Révélation » pour le César du meilleur espoir féminin pour le rôle principal de Lina dans le film Peur de rien de Danielle Arbid. 

## Biographie
Née en France, Manal Issa part au Liban à l'âge de trois ans et revient faire ses études en France à cause du conflit israélo-libanais de 2006. Alors élève ingénieure en fin d'études à l’Institut des sciences et techniques de l'ingénieur d'Angers (ISTIA), elle est repérée sur les réseaux sociaux par la réalisatrice libanaise Danielle Arbid qui cherchait une personne naturelle pour incarner une jeune Libanaise récemment arrivée en France dans son film Peur de rien.
Elle associe sa passion du jeu vidéo à la robotique. Elle est l'auteur du brevet d'un pommeau écologique de douche avec indicateur d'eau écoulée. Entre deux films, elle est ingénieur dans l'industrie à Beyrouth ou continue ses études par un master en ligne. Elle a une enfant,.
En 2013, elle fonde le site web The Arabic Online Art Museum pour promouvoir les artistes du Moyen-Orient.
Le 15 mai 2018, sur le tapis rouge du festival de Cannes, elle soutient la cause palestinienne en tenant à bout de bras une affiche où il est écrit en rouge et en anglais : « Arrêtez l'attaque sur Gaza !! »,

## Filmographie

### Longs métrages
- 2015 : Peur de rien (Parisienne) de Danielle Arbid : Lina[12],[6]
- 2016 : Nocturama de Bertrand Bonello[13],[14] : Sabrina[15],[16]
- 2017 : One of These Days de Nadim Tabet : Maya[17]
- 2018 : Mon tissu préféré (My Favourite Fabric) de Gaya Jiji : Nahla[18]
- 2018 : The Bra de Veit Helmer[19] : Leyli
- 2019 : Deux Fils de Félix Moati[9] : Laura
- 2019 : Une jeunesse dorée[1] d'Eva Ionesco[9] : Razerka
- 2019 : Malek de Guy Édoin : Souad[20]
- 2019 : Ulysse et Mona de Sébastien Betbeder : Mona[21],[1]
- 2021 : Memory Box de Joana Hadjithomas et Khalil Joreige : Maia
- 2021 : Face à la mer (en) d'Ely Dagher : Ana
- 2021 : The Anger de Maria Ivanova : Maria
- 2022 : Les Nageuses de Sally El Hosaini : Sarah Mardini
- 2023 : Follia de Charles Guérin Surville : Nausica
- 2023 : Elektra de Hisham Bizri :
- 2023 : Black Box d'Asli Özge : Madonna
- 2024 : Le Quatrième Mur de David Oelhoffen : Imane

### Courts métrages
- 2022 : Maria Schneider, 1983 d'Elisabeth Subrin : Maria Schneider[12],[6]
- 2023 : Datæterna d'Axel Chemin : Assia
- 2024 : 2006 de Gabriella Choueifaty : la grande soeur

## Distinctions

### Prix
- Festival de cinéma européen des Arcs 2015[22] : Prix d'interprétation féminine pour Peur de rien
- 2016 : Prix Angela au Subtitle Talent Network[23] du 5e festival Subtitle Spotlight du film européen de Kilkenny[24], Irlande, pour Parisienne
- 22e Prix Lumières [25] : nomination au Lumière de la révélation féminine pour Peur de rien
- César 2017 : présélection « Révélation » au César du meilleur espoir féminin[26] pour Peur de rien
- 6e Nuit des Mabrouk[4] de la Fondation Liban Cinéma 2017 : Prix de la meilleure actrice pour Peur de rien

### Jury
Elle est membre du jury du Festival Premiers Plans d'Angers en 2017,.